# Ōta (Gunma)
Pour les articles homonymes, voir Ota.
Ōta (太田市, Ōta-shi) est une ville située dans la préfecture de Gunma, au Japon.

## Géographie

### Situation
Ōta est située dans le sud-est de la préfecture de Gunma.

### Démographie
En mars 2020, la population d'Ōta s'élevait à 224 497 habitants répartis sur une superficie de 175,54 km2.

### Hydrographie
La ville est bordée par le fleuve Tone au sud et la rivière Watarase au nord.

## Histoire
Officiellement fondée en 1889, la ville d'Ōta a connu un développement important grâce à sa situation au confluent de deux larges cours d'eau (le fleuve Tone et la rivière Watarase) et à son industrie manufacturière (s'y trouve notamment le siège social du groupe Subaru). Par voie de conséquence, Ōta a été désignée ville spéciale du Japon le 1er avril 2007.
Le 28 mars 2005, la vieille ville d'Ōta a absorbé les villes de Nitta, Ojima et Yabuzukahon (toutes membres du district de Nitta) et la nouvelle zone forma la nouvelle ville d'Ōta.

## Culture locale et patrimoine
- Château de Kanayama

## Transports
Ōta est desservie par les lignes ferroviaires Isesaki, Koizumi et Kiryū de la compagnie Tōbu. La gare d'Ōta est la principale gare de la ville.

## Jumelages
Ōta est jumelée avec :
- Burbank (États-Unis)
- Lafayette (États-Unis)
- West Lafayette (États-Unis)
- Yingkou (Chine)

## Personnalité liée à la municipalité
- Toshihira Ōsumi, forgeron de sabre japonais (né le 23 janvier 1932 et mort le 4 octobre 2009), désigné Trésor national vivant du Japon en 1997, est né dans la ville et nommé citoyen d'honneur en 1988.
- Yūji Takada (1954-), champion olympique de lutte libre en 1976.